# Siriella wolffi
Siriella wolffi is een aasgarnalensoort uit de familie van de Mysidae. De wetenschappelijke naam van de soort is voor het eerst geldig gepubliceerd in 1961 door O. Tattersall.